# Totally Hot
Totally Hot' è un album in studio della cantante australiana Olivia Newton-John, pubblicato nel 1978.

## Tracce
Side 1
1. Please Don't Keep Me Waiting (Stephen Sinclair, Joe Falsia) - 5:48
2. Dancin' 'Round and 'Round (Adam Mitchell) - 3:58
3. Talk to Me (Olivia Newton-John) - 3:27
4. Deeper Than the Night (Tom Snow, Johnny Vastano) - 3:35
5. Borrowed Time (Olivia Newton-John) - 3:36

Side 2
1. A Little More Love (John Farrar) - 3:27
2. Never Enough (John Farrar, Pat Farrar, Alan Tarney, Trevor Spencer) - 4:10
3. Totally Hot (John Farrar) - 3:11
4. Boats Against the Current (Eric Carmen) - 3:56
5. Gimme Some Lovin' (Steve Winwood, Muff Winwood, Spencer Davis) - 4:11

## Formazione
- Olivia Newton-John - voce, cori
- John Farrar - chitarra, cori
- David Kemper - batteria
- David Hungate - basso
- Jai Winding - pianoforte, organo Hammond
- Mike Botts - batteria
- Lenny Castro - percussioni
- Steve Lukather - chitarra
- Michael Boddicker - sintetizzatore
- Tom Snow - pianoforte
- Dave McDaniels - basso
- Ed Greene - batteria
- David Foster - pianoforte
- Victor Feldman - percussioni, vibrafono
- Steve Madaio - tromba
- Chuck Findley - trombone
- Jerry Peterson - sassofono tenore
- Marty Greeb - sax alto
- Sandy Ighner, Petsye Powell, Phyllis St. James, Pattie Brooks, Carolyn Dennis, Roy Galloway, Jim Gilstrap, Patricia Henderson, John Lehman, Zedrich Turnbough - cori

Note aggiuntive
- John Farrar - produttore